# راش (دوبلین)
راش (به لاتین: Rush) یک منطقهٔ مسکونی در جمهوری ایرلند است که در County Fingal واقع شده‌است. راش ۵٫۸۴ کیلومتر مربع مساحت و ۹٬۲۳۱ نفر جمعیت دارد و ۱ متر بالاتر از سطح دریا واقع شده‌است.

## خواهرخوانده
شهرهای سان ماورو کاستلورده و Gourin خواهرخوانده‌های راش (دوبلین) هستند.